# The Suso's Show
The Suso's Show és un programa de televisió colombià transmès en els seus principis per Telemedellín i en l'actualitat per Caracol Televisión. És un programa de comèdia i d'entrevistes en el qual "Suso", el conductor, en cada xou té un tema diferent en el qual parla sobre ell i de les situacions que les persones colombianes realitzen corresponent a aquest tema, també té un convidat famós en cada xou, al qual entrevista sempre seguint l'estètica còmica del programa.
The Suso 's Show és gravat en viu en diversos teatres de la ciutat de Medellín com ho són el teatre Biblioteca Pública Pilot de Medellín, El Teatre la "Convenció" del Tecnologico Pascual Bravo i actualment es grava al Teatre Pablo Tobón Uribe, també és gravat al Teatre del trànsit de Medellín ia la Biblioteca de Betlem. El programa és gravat tots els dimecres pel canal Telemedellín a les 10:00 pm, retransmès els diumenges a les 7:45 pm al Canal RCN i alhora pel canal original a Colòmbia.

## Història
El programa inici el desembre del 2009 en un estudi petit, amb poques persones i de poca durada. Era una mena d'assaig del programa per saber com els aniria en la valoració de Telemedellín. Per la seva gran audiència, Telemedellín va decidir crear el programa oficialment d'una hora aproximada i amb més públic en el seu estudi, per a això es van iniciar les transmissions o gravacions en un dels Teatres anteriorment esmentats.
El programa fins avui, ha tingut una gran audiència, el que ha pujat notària el ràting del canal.

## El Programa

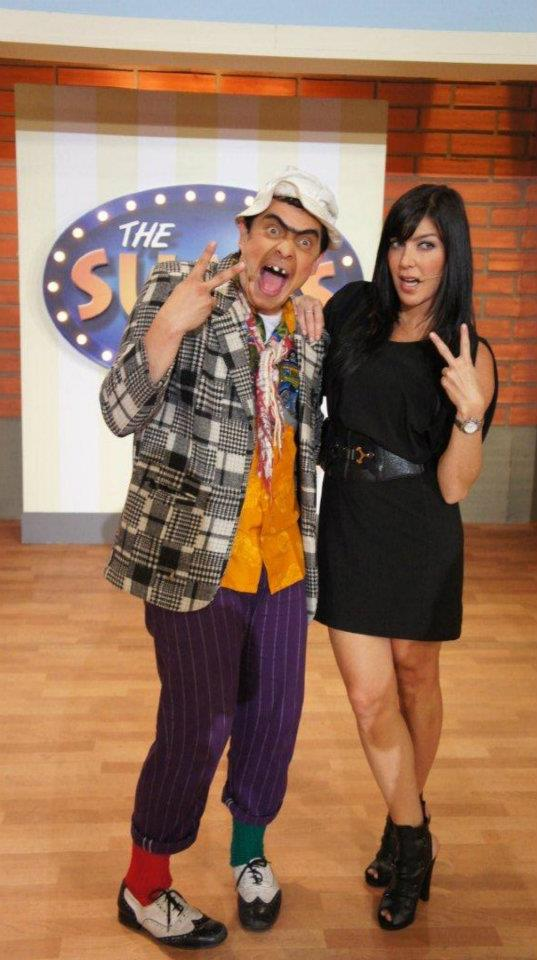
Suso amb Isabella Santodomingo com invitada del xou

El programa comença amb una introducció de Suso sobre el tema a tractar, on al final planteja una pregunta sobre el mateix. Després de la introducció comença l'entrevista al convidat, la qual inclou seccions com Quant saps del que fas? (¿Cuanto sabes de lo que haces? en castellà), on se li plantegen al convidat una sèrie de preguntes satíriques sobre la seva carrera.
Mentre transcorre l'entrevista es reben trucades dels televidents on se'ls fa la pregunta plantejada al final de la introducció i se'ls regalen premis, com invitacions al programa, a restaurants, obres de teatre, etc. També es llegeixen comentaris deixats per cibernautes a la pàgina oficial de Facebook del programa.
Al final del programa se li fa al convidat La pregunta de la directora, que és una pregunta fàcil però de gran i complex preàmbul.
A partir del 29 de maig de 2011, el canal privat RCN Televisión va començar a transmetre el xou per a l'audiència nacional colombiana, tots els diumenges després de "Noticias RCN".
L'11 d'octubre de 2015, el canal privat Caracol Televisión va començar a transmetre el xou per l'audiència nacional colombiana, els diumenges després de «Séptimo Dia».